# Edgar Quinet
Edgar Quinet (Bourg-en-Bresse, 1803. február 17. – Versailles, 1875. március 27.) francia történetíró és publicista.

## Életpályája
Tanulmányait a strasbourgi, genfi, párizsi és heidelbergi egyetemeken végezte. Herder Ideen zur Philosophie der Geschichte der Menschheit című művét francia nyelvre fordította (3 kötet, 1827) és róla esszét is írt (1828). A francia kormánynak Moreába (Peloponnészosz) indított expedíciójában mint az akadémia megbízottja vett részt. Megfigyeléseit a De la Grèce moderne et de ses rapports avec l'antiquité (1830, 2. kiad. 1832) c. művében foglalta össze. Ezután a középkor tanulmányozásához fogott és megírta a Rapport sur les épopées françaises du XII. siècle (1831) c. munkáját, mely azonban oly szigorú bírálatban részesült, hogy Quinet politikai tanulmányokra adta magát. 1832-ben adta ki az Allemagne et Italie (új kiad. 1846, 2 kötet) c. művét, melyben kiváltképpen Németország viszonyairól sok igen találó ítéletet kockáztatott. 1840-ben az idegen irodalmak tanárává nevezték ki Lyonba, ahonnan 1842-ben hasonló minőségben a Collège de France-hoz helyezték át. Ekkor adta ki Michelet történetíróval a Les Jésuites (1844) c. munkát, mely miatt sok ellensége támadt, sőt 1846-ben állásából is felmentették. Tanársága idején írta meg a Le génie des religions (1842, 2. kiad. 1851) és Le christianisme et la Révolution (1845) c. műveit (ez utóbbi Straussnak Leben Jesu hatása alatt készült), melyekben a vallást mint a társadalom alapját tüntette fel. Számos röpiratot, röpivet adott ki, melyek a napi eseményekkel összefüggtek. Később sokat szenvedett a kormánynak reakcionárius irányú rendeleteitől, melyek nemcsak iratait üldözték, hanem életfenntartását és pályáját is komolyan fenyegették. Ez elől kénytelen volt egy időre Spanyolországba menekülni. 
Az 1848 februári forradalom után Bourgban ellenzéki irányú képviselő lett és mint ilyen a demokrata töredékkel szavazott. Megérte azt az örömet, hogy a College de France-ban ő hirdethette ki a köztársaságot. Akkor a 11. légiónak ezredese lett, azonban az államcsíny után (1852. január 9-én) számkivetésbe kellett távoznia, amelyből az 1859-es közbocsánat után sem tért vissza. Összesen 20 évig élt külföldön és ezt az időt többnyire Brüsszelben, Genfben és Montreux-ben töltötte. Ezen idő alatt megjelentek: Les révolutions d'Italie (1848—52, 2 kötet); Marnix de Sainte-Aldégonde (1856); La révolution religieuse au XIX. siècle (1857) és a Histoire de mes idées, érdekes önéletleirás, mely korának irodalomtörténetéhez tartalmaz sok jeles adatot (1860); Histoire de la campagne de 1815 (1862, németül Kassel, 1862); La révolution (1865, 2 kötet; 5. kiad. 1868, 3 kötet); France et Allemagne (1867) stb.
A császárság bukása után visszatért Párizsba és Victor Hugóval és Louis Blanc-nal együtt a szélső balpárt vezére lett. Ez időben emelkedett a népszerűség tetőpontjára. Utolsó munkái: La création (1870, 2 kötet, németül Lipcse, 1871); L'esprit nouveau (1874, mintegy himnusz az emberiség haladására). Egyéb művei közül nevezetesek: Ahasvérus (misztérium, 1833); Napoléon (1836); Prométhée (1838); Merlin l'enchanteur (allegorikus bölcsészeti költemény, 1860, 2 kötet). Halála után jelentek meg: Le livre de l'exilé (1875); Correspondance inédite (1877, 2 kötet); Vie et mort du génie grec (1878, ezt magyarra is lefordították); Lettres d'exil à Michelet et à divers amis (1884—86, 4 kötet). Összegyűjtött műveit: Oeuvres complètes, életrajzzal együtt, 28 kötetben kiadta Chassin 1859-ben. A forradalom c. művét gr. Károlyi Tibor fordította (Budapest, 2 kötet).

## Kitüntetései
1869-ben a Román Akadémia külföldi tiszteleti taggá választotta.